# Olivier Panis
Olivier Panis (Lyon, Francuska, 2. rujna 1966.) je bivši francuski vozač automobilističkih utrka.
Panis se počeo utrkivati 1981. u kartingu, a 1989. osvaja naslov u francuskoj Formuli Renault. Godine 1993. postaje prvak u Formuli 3000, a sljedeće 1994. debitira u Formuli 1 za momčad Ligier. Iste sezona osvaja prvo postolje na VN Njemačke, a sezonu završava na 11. mjestu s 9 osvojenih bodova. Sljedeće 1995. također osvaja postolje na VN Australije, a sezonu završava na 8. mjestu sa 16 bodova. Na VN Monaka 1996. ostvaruje svoju jedinu pobjedu ispred Davida Coultharda i Johnnyja Herberta. Sljedeće sezone Prost kupuje Ligier, a Panis ulazi u sezonu bolje nego ikad. Treće mjesto na VN Brazila i drugo mjesto na VN Španjolske doveli su Panisa nakon šest utrka na iznenađujuće treće mjesto u ukupnom poretku, iza Jacquesa Villeneuvea i Michaela Schumachera. No na sljedećoj VN Kanade Panis doživljava tešku nesreću u kojoj je slomio obje noge. Zbog toga propušta sljedećih sedam utrka na kojima ga mijenja Jarno Trulli. 
Panis se nakon toga vratio utrkivanju, ali više nije pokazivao onu brzinu koju je imao prije nesreće. U sezoni 1998. nije osvojio ni boda, a sljedeće 1999. samo dva boda. Zbog svega navedenog, Panis odlazi iz Prostove momčadi, a u Formulu 1 se vraća 2001. u momčad British American Racing, za koju vozi do 2004. Nešto bolje rezultate postiže nego zadnje dvije sezone u Prostu, ali i dalje ni približno uspješne kao u svojim prvim sezonama. Najbolji rezultat ostvaruje na Interlagosu 2001. kada završava na četvrtom mjestu, a najbolji konačni plasman ostvaruje 2004., kada sezonu završava na 14. mjestu sa šest osvojenih bodova.
Nakon odlaska iz Formule 1, Panis je četiri puta nastupao na utrci 24 sata Le Mansa, a najbolji rezultat su mu dva peta mjesta 2009. i 2011.